# فراموشت نکرده‌ام
«فراموشت نکرده‌ام» (به انگلیسی: Not Over You) تک‌آهنگی از هنرمند اهل ایالات متحده آمریکا گوین دگراو است که در سال ۲۰۱۱ میلادی منتشر شد. این ترانه توسط دگراو و رایان تدر نوشته شده است.
این تک‌آهنگ در جدول ترانه‌های پاپ بزرگسالان بیلبورد آمریکا در رتبهٔ اول و در جدول ترانه‌های نیوزیلند جزو ده ترانهٔ اول جای گرفت. همچنین برای فروش بیش از یک میلیون نسخه در ایالات متحدهٔ آمریکا، نشان پلاتینی را دریافت کرد.

## بازخوانی‌ها
سارا اونز این ترانه را در سال ۲۰۱۴ میلادی بازخوانی کرد. دگراو در این نسخه به عنوان خوانندهٔ پیش‌زمینه حضور داشت.